# Idaea medioumbraria
Idaea medioumbraria är en fjärilsart som beskrevs av Turati 1929. Idaea medioumbraria ingår i släktet Idaea och familjen mätare. Inga underarter finns listade i Catalogue of Life.